# سمرة (أرحب)

تعديل مصدري - تعديل

سمرة هي إحدى قرى عزلة المنصور بمديرية أرحب التابعة لمحافظة صنعاء، بلغ تعداد سكانها 360 نسمة حسب تعداد اليمن لعام 2004.